# Issendolus
Issendolus is een gemeente in het Franse departement Lot (regio Occitanie) en telt 454 inwoners (1999). De plaats maakt deel uit van het arrondissement Figeac.
Op 8 juni 1944 richtte SS-pantserdivisie Das Reich een bloedbad aan bij het landbouwdomein Gabaudet als represaille voor acties van partizanen. Zij doodden 44 personen en 70 anderen werden gevangen genomen en vervolgens weggevoerd naar Dachau.

## Geografie
De oppervlakte van Issendolus bedraagt 19,2 km², de bevolkingsdichtheid is 23,6 inwoners per km².

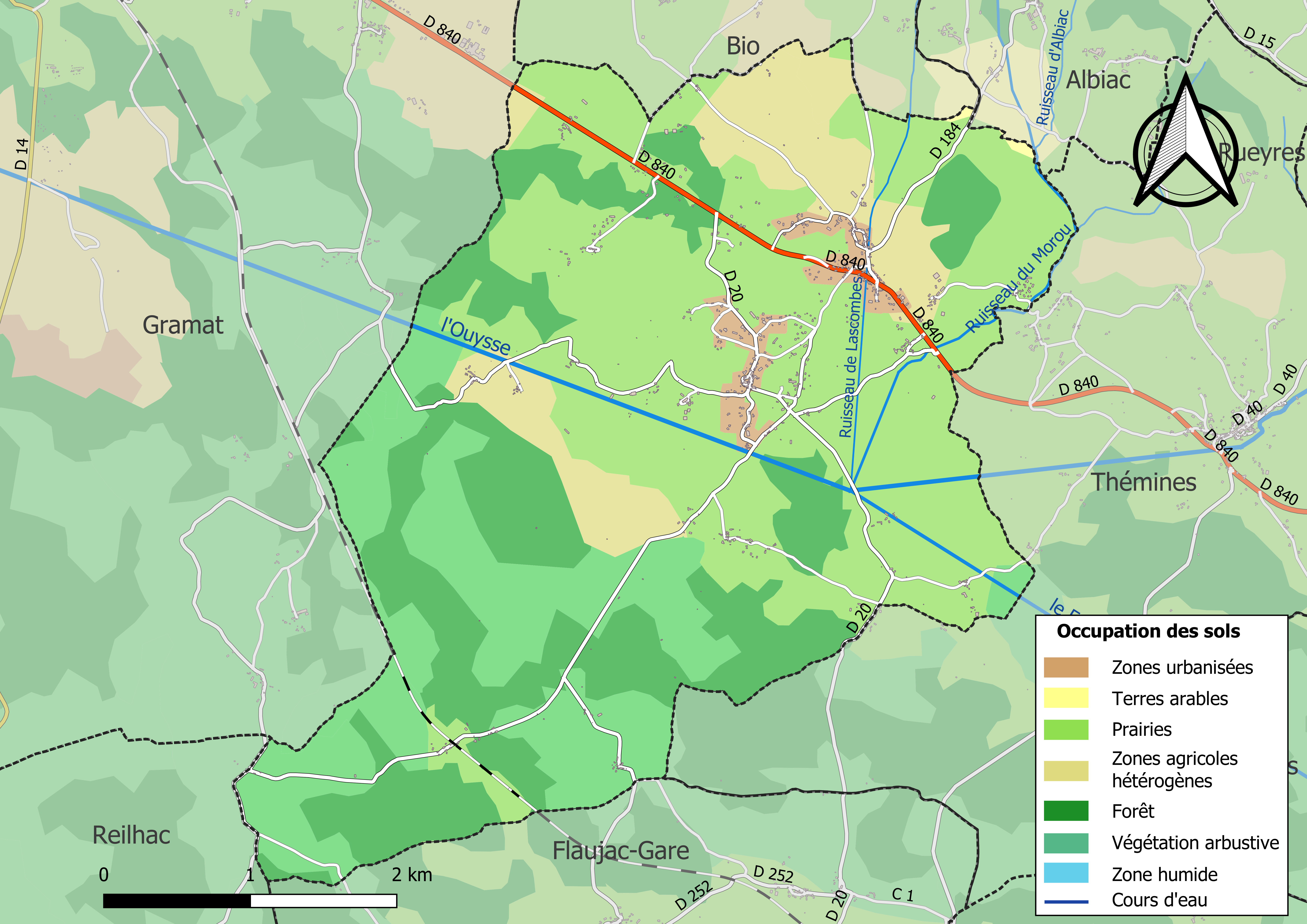
Kaart van de gemeente met de belangrijkste infrastructuur, bodemgebruik en omliggende gemeenten

## Demografie
Onderstaande figuur toont het verloop van het inwonertal (bron: INSEE-tellingen).